# Asterosmilia
Asterosmilia is een uitgestorven geslacht van neteldieren uit de klasse van de Anthozoa (bloemdieren).

## Soort
- Asterosmilia abnormalis (Duncan, 1864) †